# Susanne Gunnarsson
Susanne Gunnarsson (Örebro, 8 september 1963) is een Zweeds kanovaarster.
Gunnarsson won tijdens de Olympische Zomerspelen 1996 de gouden medaille in de K2 500m samen met Agneta Andersson. Eerder na ze ook al deel in 1984 waar ze in de K4 500m de zilveren medaille won. Vier jaar later werd ze zesde in de K4 500m, in 1992 werd ze in de K1 500m negende en in de K2 500m veroverde ze de zilveren medaille samen met Agneta Andersson. In 1996 werd ze samen met Agneta Andersson Olympisch kampioen in de K2 500m.
Gunnarsson werd een keer wereldkampioen op de sprint drie keer tweede en vijf keer derde. Ze werd daarnaast ook vier keer wereldkampioen in de marathon.

## Belangrijkste resultaten

### Olympische Zomerspelen
| Editie | Plaats      | Resultaten         |
| ------ | ----------- | ------------------ |
| 1984   | Los Angeles | K4 500m            |
| 1988   | Seoel       | 6e K4 500m         |
| 1992   | Barcelona   | 9e K1 500m K2 500m |
| 1996   | Atlanta     | K2 500m            |

### Wereldkampioenschappen vlakwater
| Jaar | Plaats      | Resultaten         |
| ---- | ----------- | ------------------ |
| 1981 | Nottingham  | K2 500m · K4 500m  |
| 1983 | Tampere     | K2 500m            |
| 1993 | Kopenhagen  | K1 5000m           |
| 1994 | Mexico-Stad | K2 200m            |
| 1995 | Duisburg    | K1 500m · K2 500m  |
| 1998 | Szeged      | K4 200m · K2 1000m |

### Wereldkampioenschappen marathon
| Jaar | Plaats    | Resultaten |
| ---- | --------- | ---------- |
| 1992 | Brisbane  | K1         |
| 1994 | Amsterdam | K1         |
| 1996 | Vaxholm   | K1         |
| 1998 | Kaapstad  | K1         |

1960: Antonina Seredina & Maria Sjoebina ·
1964: Roswitha Esser & Annemarie Zimmermann ·
1968: Roswitha Esser & Annemarie Zimmermann ·
1972: Jekaterina Koerysjko & Ljoedmila Pinajeva-Chvedosjoek ·
1976: Nina Gopova & Galina Kreft ·
1980: Martina Bischof & Carsta Genäuß ·
1984: Agneta Andersson & Anna Olsson ·
1988: Anke Nothnagel & Birgit Schmidt-Fischer ·
1992: Ramona Portwich & Anke von Seck-Nothnagel ·
1996: Agneta Andersson & Susanne Gunnarsson-Wiberg ·
2000: Birgit Fischer & Katrin Wagner-Augustin ·
2004: Natasa Janics & Katalin Kovács ·
2008: Natasa Janics & Katalin Kovács ·
2012: Tina Dietze & Franziska Weber ·
2016: Danuta Kozák & Gabriella Szabó ·
2020: Lisa Carrington & Caitlin Regal ·
2020: Lisa Carrington & Alicia Hoskin